# سیارک ۱۰۵۶۶
سیارک ۱۰۵۶۶ (به انگلیسی: 10566 Zabadak، نامگذاری:1994AZ2) ده هزار و پانصد و شصت و ششمین سیارک کشف شده‌است که در ۱۴ ژانویه ۱۹۹۴ کشف شد.
قدر مطلق سیارک برابر ۱۳٫۳۰ است.